# Mango Gusor
Der Mango Gusor ist ein 6288 m hoher Berg in den Masherbrum-Bergen, einer Kette des Karakorum. 

## Lage
Der Mango Gusor liegt südlich des Braldu-Flusstals im westlichen Teil der Masherbrum-Berge. Der Berg liegt 12,5 km südlich der Einmündung des Biafo-Gletscher-Tals in das Flusstal des Braldu. Der Masherbrum befindet sich 35 km weiter östlich. Der Berg ist die höchste Erhebung und namensgebend für die umliegende Gebirgsgruppe, der so genannten Mango-Gusor-Gruppe. 

## Besteigungsgeschichte
Die Erstbesteigung gelang im Jahr 1980 einer dreiköpfigen japanischen Bergsteigergruppe.
Am 2. Juli erreichten Tateshi Sudo, Takanori Higuchi und Kaname Tekeuchi den Gipfel.
Das Basislager wurde im Stokpa-Tal errichtet.